# 제11 항공 및 방공군
제11항공 및 방공군(러시아어: 11-я Краснознамённая армия ВВС и ПВО (11-я А ВВС и ПВО))은 하바롭스크에 본부를 두고 동부군관구를 지원하는 러시아 항공우주군의 항공군 및 방공군이다.

## 역사
1942년 8월에 극동에서 제9,10,11항공군의 편제가 설계되어 1945년 3월에 프리모르스키주에서 창설되었다. 8월 9일에 집행된 만주 전략공세작전으로 시작하여 9월 2일까지 일본군과의 전쟁에 참전하였다.
1957년 6월 1일에 제1특수극동공군 (1 ODVA)이 창설되었을 때  제11항공군의 예하부대는 제1특수극동공군으로 전속하였고, 제11항공군 본부는 해산하였다. 이후, 1960년 3월에 부대가 다시 소집되었는데, 공군이 아닌 방공군 소속 부대로서 본부가 꾸려졌다.
1975년 4월 30일, 제1특수극동공군과 제11방공군은 소련 최고상임위원회의 법령에 의거하여 적기 훈장을 수여받았다.
1998년 6월 1일, 제1항공군과 제11방공군이 제11항공 및 방공군으로 합쳐졌다.
2009년 3월 1일에 제3항공 및 방공사령부로 항공군에서 사령부로 바뀌었지만, 9년 뒤 2018년 8월 1일에 되돌려졌다.

## 전투 서열

### 2007년
Su-27 전투기 2개 연대, MiG-31 요격기 1개 연대, Su-24 전술폭격기 2개 연대, Su-25 공격기 2개 연대, Su-24MR 정찰기 1개 연대로 구성되어 있다.
- 제23방공군단 - 블라디보스토크
  - 제22근위전투기항공연대 - HQ at Tsentralnaya Uglovaya - Su-27; - 1.12.09 renamed 6989th Guards Aviation Base. [303 GSAD, other regt was 120 at Domna]
  - 제530전투기항공연대 - 추구예프카 공군기지 (AFM 2007: 'Sokolovka') - MiG-25PU, MiG-31; - disbanded 1 December 2009.
- 제25방공사단 - 콤소몰스크나아무레
  - 제23전투기항공연대 - HQ at Dzemgi - Su-27; former 60th IAP. 2000 amalgamated with the 404th Fighter Aviation Regiment, and renamed 23rd Fighter Aviation Regiment. [303 GSAD]
- 제303혼성항공사단 - 우수리스크
  - 제277폭격기항공연대 - HQ at Khurba - Su-24; 1 September 2009 renamed 6988th Aviation Base.
  - 제277폭격기항공연대 - HQ at Verino - Su-24; - 1 September 2009 absorbed by the 6988th Aviation Base.
  - 제18공격기항공연대 - HQ at Galenki - Su-25 - disbanded June 2009;
  - 제187공격기항공연대 "노르망디-네멘" - HQ at Chernigovka - Su-25;
  - 제799정찰비행연대 - HQ at Varfolomeyevka - Su-24MR, MiG-25RB(?);
- 제257독립혼성항공여단 - HQ at Khabarovsk-Bolshoy - An-12, An-26, Mi-8;
- 육군 항공대
  - (서수불명) 독립헬리콥터연대 - 돌린스크-소콜 공군기지(돌린스크) - Mi-8;
  - 제319독립헬리콥터연대(전투통제) - HQ at Chernigovka - Mi-24;
  - 제364독립헬리콥터연대 - HQ at Srednebelaya - Mi-8, Mi-24, Mi-26;
  - 제825독립헬리콥터연대 - HQ at Garovka-2 - Mi-6, Mi-8, Mi-26;

### 2016년
- 제25방공사단 "적기 콤소몰스카야" - 콤소몰스크나아무레
- 제26방공사단
- 제93방공사단
- 제303혼성항공사단
- 제120독립전투기항공연대
- 제575육군항공기지
- 제573육군항공기지

## 기록

### 계보
- 1942년 8월, 11-я воздушные армии
→제11항공군
- 1998년 6월 1일, 11-я Краснознамённая армия ВВС и ПВО (11-я А ВВС и ПВО)
→제11항공 및 방공군
- 2009년 3월 1일, 3-е Командование ВВС и ПВО
→제3항공 및 방공군 사령부
- 2018년 8월 1일, 11-я Краснознамённая армия ВВС и ПВО (11-я А ВВС и ПВО)
→제11항공 및 방공군

### 소속
- 소련 방공군, 1960년
- 러시아 연방군 공군, 1998년

### 참전
- 소련-일본 전쟁
  - 만주 전략공세작전

### 훈장
| 훈장     | 수여일          |
| 적기훈장 | 1975년 4월 30일 |
| -------- | --------------- |